# Āfarīn
Āfarīn (persiska: آفَرين, آفرين, Qeshlāq-e Āfarīn, قِشلاقِ آفَرين) är en ort i Iran.   Den ligger i provinsen Teheran, i den centrala delen av landet, 50 km sydost om huvudstaden Teheran. Āfarīn ligger 998 meter över havet och antalet invånare är 705.
Terrängen runt Āfarīn är platt åt sydväst, men åt nordost är den kuperad. Terrängen runt Āfarīn sluttar söderut. Runt Āfarīn är det tätbefolkat, med 297 invånare per kvadratkilometer. Närmaste större samhälle är Varamin, 18,4 km väster om Āfarīn. Trakten runt Āfarīn består till största delen av jordbruksmark.